# Résultats électoraux d'Outremont
Les résultats électoraux d'Outremont, dans les tableaux ci-dessous, présentent les résultats des élections depuis 1973 dans quelques-unes des différentes circonscriptions électorales québécoises qui ont porté le nom « Outremont ». Les résultats de la circonscription électorale d'Outremont de 1965 à 1972 ne sont pas inclus. Ne sont pas inclus non plus les résultats de la circonscription électorale de Montréal-Outremont de 1939 à 1965.
| Aller aux résultats d'une élection                                                      |
| --------------------------------------------------------------------------------------- |
| 1973 • 1976 • 1981 • 1985 • 1989 • 1994 • 1998 • 2003 • 2007 • 2008 • 2012 • 2013• 2014 |

## Résultats

### Évolution pour les principaux partis
| |
| - Parti libéral - Union nationale (ancien) - Parti québécois - Crédit social (ancien) - Action démocratique (ancien) - Parti égalité (ancien) - Québec solidaire - Parti conservateur - Coalition avenir |

### Résultats détaillés
|                                                                                               | Nom                | Parti            | Nombre de voix | %      | Maj.   |
| --------------------------------------------------------------------------------------------- | ------------------ | ---------------- | -------------- | ------ | ------ |
|                                                                                               | Hélène David       | Libéral          | 15 368         | 56,3 % | 10 747 |
|                                                                                               | Édith Laperle      | Québec solidaire | 4 621          | 16,9 % | -      |
|                                                                                               | Roxanne Gendron    | Parti québécois  | 3 993          | 14,6 % | -      |
|                                                                                               | Rebecca McCann     | Coalition avenir | 2 252          | 8,3 %  | -      |
|                                                                                               | Théo Brière        | Vert             | 615            | 2,3 %  | -      |
|                                                                                               | Mathieu Marcil     | Parti nul        | 192            | 0,7 %  | -      |
|                                                                                               | Galia Vaillancourt | Option nationale | 154            | 0,6 %  | -      |
|                                                                                               | Simon Pouliot      | Conservateur     | 80             | 0,3 %  | -      |
| Total                                                                                         | Total              | Total            | 27 275         | 100 %  |        |
| Le taux de participation lors de l'élection était de 69,5 % et 218 bulletins ont été rejetés. |                    |                  |                |        |        |

|                                                                                              | Nom                 | Parti              | Nombre de voix | %      | Maj.  |
| -------------------------------------------------------------------------------------------- | ------------------- | ------------------ | -------------- | ------ | ----- |
|                                                                                              | Philippe Couillard  | Libéral            | 5 581          | 55,1 % | 2 317 |
|                                                                                              | Édith Laperle       | Québec solidaire   | 3 264          | 32,2 % | -     |
|                                                                                              | Julie Surprenant    | Option nationale   | 677            | 6,7 %  | -     |
|                                                                                              | Alex Tyrrell        | Vert               | 384            | 3,8 %  | -     |
|                                                                                              | Pierre Ennio Crespi | Conservateur       | 145            | 1,4 %  | -     |
|                                                                                              | Mathieu Marcil      | Parti nul          | 59             | 0,6 %  | -     |
|                                                                                              | Guy Boivin          | Équipe autonomiste | 17             | 0,2 %  | -     |
| Total                                                                                        | Total               | Total              | 10 127         | 100 %  |       |
| Le taux de participation lors de l'élection était de 26,4 % et 89 bulletins ont été rejetés. |                     |                    |                |        |       |

|                                                                                               | Nom                       | Parti                  | Nombre de voix | %      | Maj.  |
| --------------------------------------------------------------------------------------------- | ------------------------- | ---------------------- | -------------- | ------ | ----- |
|                                                                                               | Raymond Bachand (sortant) | Libéral                | 10 949         | 41,5 % | 4 830 |
|                                                                                               | Roxanne Gendron           | Parti québécois        | 6 119          | 23,2 % | -     |
|                                                                                               | Édith Laperle             | Québec solidaire       | 4 751          | 18 %   | -     |
|                                                                                               | Claude Michaud            | Coalition avenir       | 3 691          | 14 %   | -     |
|                                                                                               | Luc Séguin                | Option nationale       | 451            | 1,7 %  | -     |
|                                                                                               | Mathieu Marcil            | Parti nul              | 243            | 0,9 %  | -     |
|                                                                                               | Jonathan Moffatt          | Union citoyenne        | 120            | 0,5 %  | -     |
|                                                                                               | Olga Sharonova            | Coalition constituante | 47             | 0,2 %  | -     |
| Total                                                                                         | Total                     | Total                  | 26 371         | 100 %  |       |
| Le taux de participation lors de l'élection était de 68,2 % et 245 bulletins ont été rejetés. |                           |                        |                |        |       |

|                                                                                               | Nom                       | Parti               | Nombre de voix | %      | Maj.  |
| --------------------------------------------------------------------------------------------- | ------------------------- | ------------------- | -------------- | ------ | ----- |
|                                                                                               | Raymond Bachand (sortant) | Libéral             | 10 569         | 54,2 % | 5 649 |
|                                                                                               | Sophie Fréchette          | Parti québécois     | 4 920          | 25,2 % | -     |
|                                                                                               | May Chiu                  | Québec solidaire    | 2 228          | 11,4 % | -     |
|                                                                                               | Maxime Simard             | Vert                | 1 204          | 6,2 %  | -     |
|                                                                                               | Christia Collard          | Action démocratique | 577            | 3 %    | -     |
| Total                                                                                         | Total                     | Total               | 19 498         | 100 %  |       |
| Le taux de participation lors de l'élection était de 48,5 % et 204 bulletins ont été rejetés. |                           |                     |                |        |       |

|                                                                                               | Nom                       | Parti               | Nombre de voix | %      | Maj.  |
| --------------------------------------------------------------------------------------------- | ------------------------- | ------------------- | -------------- | ------ | ----- |
|                                                                                               | Raymond Bachand (sortant) | Libéral             | 11 861         | 47 %   | 5 933 |
|                                                                                               | Salim Laaroussi           | Parti québécois     | 5 928          | 23,5 % | -     |
|                                                                                               | Luc Côté                  | Vert                | 2 725          | 10,8 % | -     |
|                                                                                               | Sujata Dey                | Québec solidaire    | 2 303          | 9,1 %  | -     |
|                                                                                               | Pierre Harvey             | Action démocratique | 2 236          | 8,9 %  | -     |
|                                                                                               | Romain Angeles            | Indépendant         | 101            | 0,4 %  | -     |
|                                                                                               | Yvon Breton               | Marxiste-léniniste  | 68             | 0,3 %  | -     |
| Total                                                                                         | Total                     | Total               | 25 222         | 100 %  |       |
| Le taux de participation lors de l'élection était de 62,7 % et 166 bulletins ont été rejetés. |                           |                     |                |        |       |

|                                                                                              | Nom                | Parti               | Nombre de voix | %      | Maj.  |
| -------------------------------------------------------------------------------------------- | ------------------ | ------------------- | -------------- | ------ | ----- |
|                                                                                              | Raymond Bachand    | Libéral             | 8 172          | 48,8 % | 1 930 |
|                                                                                              | Karim Farouk       | Parti québécois     | 6 242          | 37,3 % | -     |
|                                                                                              | Omar Aktouf        | UFP                 | 1 212          | 7,2 %  | -     |
|                                                                                              | Christopher Coggan | Vert                | 750            | 4,5 %  | -     |
|                                                                                              | Raya Mileva        | Action démocratique | 338            | 2 %    | -     |
|                                                                                              | Régent Millette    | Indépendant         | 35             | 0,2 %  | -     |
| Total                                                                                        | Total              | Total               | 16 749         | 100 %  |       |
| Le taux de participation lors de l'élection était de 40,3 % et 89 bulletins ont été rejetés. |                    |                     |                |        |       |

|       | Nom                 | Parti               | Nombre de voix | %      | Maj.  |
| ----- | ------------------- | ------------------- | -------------- | ------ | ----- |
|       | Yves Séguin         | Libéral             | 14 278         | 53,9 % | 6 060 |
|       | Marilyse Lapierre   | Parti québécois     | 8 218          | 31 %   | -     |
|       | Jill Hanley         | UFP                 | 1 818          | 6,9 %  | -     |
|       | Christian de Serres | Action démocratique | 1 712          | 6,5 %  | -     |
|       | Maryève Daigle      | Bloc pot            | 345            | 1,3 %  | -     |
|       | Louise Charron      | Marxiste-léniniste  | 119            | 0,4 %  | -     |
| Total | Total               | Total               | 26 490         | 100 %  |       |

|                                                                                               | Nom                              | Parti                 | Nombre de voix | %      | Maj.  |
| --------------------------------------------------------------------------------------------- | -------------------------------- | --------------------- | -------------- | ------ | ----- |
|                                                                                               | Pierre-Étienne Laporte (sortant) | Libéral               | 18 050         | 58,3 % | 8 172 |
|                                                                                               | Jean-François Thuot              | Parti québécois       | 9 878          | 31,9 % | -     |
|                                                                                               | Elias Hondronicolas              | Action démocratique   | 1 667          | 5,4 %  | -     |
|                                                                                               | Armand Vaillancourt              | Démocratie socialiste | 545            | 1,8 %  | -     |
|                                                                                               | Jean-Claude Bernheim             | Bloc pot              | 454            | 1,5 %  | -     |
|                                                                                               | Hikmat Ibrahim                   | Égalité               | 212            | 0,7 %  | -     |
|                                                                                               | Serge Linnikoff                  | Communiste            | 84             | 0,3 %  | -     |
|                                                                                               | Yves Le Seigle                   | Marxiste-léniniste    | 65             | 0,2 %  | -     |
| Total                                                                                         | Total                            | Total                 | 30 955         | 100 %  |       |
| Le taux de participation lors de l'élection était de 73,8 % et 290 bulletins ont été rejetés. |                                  |                       |                |        |       |

|                                                                                               | Nom                    | Parti                 | Nombre de voix | %      | Maj.  |
| --------------------------------------------------------------------------------------------- | ---------------------- | --------------------- | -------------- | ------ | ----- |
|                                                                                               | Pierre-Étienne Laporte | Libéral               | 8 403          | 58,3 % | 3 732 |
|                                                                                               | Armand Elbaz           | Parti québécois       | 4 671          | 32,4 % | -     |
|                                                                                               | Christian de Serres    | Action démocratique   | 744            | 5,2 %  | -     |
|                                                                                               | Charles Roburn         | Égalité               | 304            | 2,1 %  | -     |
|                                                                                               | Jocelyne Dupuis        | Démocratie socialiste | 197            | 1,4 %  | -     |
|                                                                                               | Daniel Bergeron        | Loi naturelle         | 97             | 0,7 %  | -     |
| Total                                                                                         | Total                  | Total                 | 14 416         | 100 %  |       |
| Le taux de participation lors de l'élection était de 34,4 % et 173 bulletins ont été rejetés. |                        |                       |                |        |       |

|                                                                                               | Nom                       | Parti                | Nombre de voix | %      | Maj.  |
| --------------------------------------------------------------------------------------------- | ------------------------- | -------------------- | -------------- | ------ | ----- |
|                                                                                               | Gérald Tremblay (sortant) | Libéral              | 19 346         | 62,1 % | 9 528 |
|                                                                                               | Salomon Cohen             | Parti québécois      | 9 818          | 31,5 % | -     |
|                                                                                               | Christian de Serres       | Action démocratique  | 1 049          | 3,4 %  | -     |
|                                                                                               | Suzanne Boutin            | NPD Québec           | 453            | 1,5 %  | -     |
|                                                                                               | Daniel Bergeron           | Loi naturelle        | 283            | 0,9 %  | -     |
|                                                                                               | Athanase Kerassias        | Communiste           | 84             | 0,3 %  | -     |
|                                                                                               | Benoît Chalifoux          | République du Canada | 76             | 0,2 %  | -     |
|                                                                                               | Michel Rocheleau          | Marxiste-léniniste   | 60             | 0,2 %  | -     |
| Total                                                                                         | Total                     | Total                | 31 169         | 100 %  |       |
| Le taux de participation lors de l'élection était de 82,2 % et 487 bulletins ont été rejetés. |                           |                      |                |        |       |

|                                                                                               | Nom               | Parti                        | Nombre de voix | %      | Maj.  |
| --------------------------------------------------------------------------------------------- | ----------------- | ---------------------------- | -------------- | ------ | ----- |
|                                                                                               | Gérald Tremblay   | Libéral                      | 11 774         | 49,9 % | 2 964 |
|                                                                                               | Marc Langevin     | Parti québécois              | 8 810          | 37,3 % | -     |
|                                                                                               | Mario Bélanger    | Vert                         | 1 893          | 8 %    | -     |
|                                                                                               | Jean-Guy Loranger | NPD Québec                   | 649            | 2,8 %  | -     |
|                                                                                               | Christian Simard  | Parti indépendantiste (2008) | 168            | 0,7 %  | -     |
|                                                                                               | Benoit Chalifoux  | République du Canada         | 136            | 0,6 %  | -     |
|                                                                                               | Claire Dasylva    | Communiste                   | 64             | 0,3 %  | -     |
|                                                                                               | Yves Filion       | Travailleurs                 | 52             | 0,2 %  | -     |
|                                                                                               | Abe Rosner        | Marxiste-léniniste           | 48             | 0,2 %  | -     |
| Total                                                                                         | Total             | Total                        | 23 594         | 100 %  |       |
| Le taux de participation lors de l'élection était de 76,3 % et 536 bulletins ont été rejetés. |                   |                              |                |        |       |

|                                                                                               | Nom                      | Parti                        | Nombre de voix | %      | Maj.  |
| --------------------------------------------------------------------------------------------- | ------------------------ | ---------------------------- | -------------- | ------ | ----- |
|                                                                                               | Pierre Fortier (sortant) | Libéral                      | 12 720         | 53,4 % | 3 702 |
|                                                                                               | Andrée De Serres         | Parti québécois              | 9 018          | 37,9 % | -     |
|                                                                                               | René Denis               | NPD Québec                   | 1 294          | 5,4 %  | -     |
|                                                                                               | Laurent Duchastel        | Parti indépendantiste (2008) | 461            | 1,9 %  | -     |
|                                                                                               | Nancy Van Schouwen       | Parti humaniste              | 139            | 0,6 %  | -     |
|                                                                                               | Monique Marcotte         | Communiste                   | 74             | 0,3 %  | -     |
|                                                                                               | François Lépine          | Commonwealth du Canada       | 69             | 0,3 %  | -     |
|                                                                                               | Gino Messier             | Socialisme chrétien          | 31             | 0,1 %  | -     |
| Total                                                                                         | Total                    | Total                        | 23 806         | 100 %  |       |
| Le taux de participation lors de l'élection était de 72,1 % et 426 bulletins ont été rejetés. |                          |                              |                |        |       |

|                                                                                               | Nom               | Parti              | Nombre de voix | %      | Maj.  |
| --------------------------------------------------------------------------------------------- | ----------------- | ------------------ | -------------- | ------ | ----- |
|                                                                                               | Pierre Fortier    | Libéral            | 15 310         | 55,1 % | 3 403 |
|                                                                                               | Nicole Boily      | Parti québécois    | 11 907         | 42,9 % | -     |
|                                                                                               | Boris Polanski    | Union nationale    | 215            | 0,8 %  | -     |
|                                                                                               | Danièle Bourassa  | Marxiste-léniniste | 129            | 0,5 %  | -     |
|                                                                                               | Fernand Deschamps | Communiste ouvrier | 80             | 0,3 %  | -     |
|                                                                                               | Mark Sholzberg    | Indépendant        | 68             | 0,2 %  | -     |
|                                                                                               | Denis Gervais     | Communiste         | 66             | 0,2 %  | -     |
| Total                                                                                         | Total             | Total              | 27 775         | 100 %  |       |
| Le taux de participation lors de l'élection était de 81,8 % et 328 bulletins ont été rejetés. |                   |                    |                |        |       |

|                                                                                               | Nom                        | Parti                    | Nombre de voix | %      | Maj.  |
| --------------------------------------------------------------------------------------------- | -------------------------- | ------------------------ | -------------- | ------ | ----- |
|                                                                                               | André Raynauld             | Libéral                  | 13 219         | 45,5 % | 2 387 |
|                                                                                               | Pierre Harvey              | Parti québécois          | 10 832         | 37,2 % | -     |
|                                                                                               | Jérôme Choquette (sortant) | Parti national populaire | 4 129          | 14,2 % | -     |
|                                                                                               | Régis Parent               | Indépendant              | 280            | 1 %    | -     |
|                                                                                               | Archélas Turgeon           | Ralliement créditiste    | 350            | 1,2 %  | -     |
|                                                                                               | Denis Gervais              | Communiste               | 270            | 0,9 %  | -     |
| Total                                                                                         | Total                      | Total                    | 29 080         | 100 %  |       |
| Le taux de participation lors de l'élection était de 84 % et 1 143 bulletins ont été rejetés. |                            |                          |                |        |       |

|                                                                                                 | Nom                    | Parti           | Nombre de voix | %      | Maj.  |
| ----------------------------------------------------------------------------------------------- | ---------------------- | --------------- | -------------- | ------ | ----- |
|                                                                                                 | Jérôme Choquette       | Libéral         | 17 262         | 62,8 % | 8 145 |
|                                                                                                 | Lise Cloutier Trochu   | Parti québécois | 9 117          | 33,2 % | -     |
|                                                                                                 | Thérèse Flynn Boisvert | Créditiste      | 499            | 1,8 %  | -     |
|                                                                                                 | Robert Dinelle         | Union nationale | 421            | 1,5 %  | -     |
|                                                                                                 | Polyvios Tsakanikas    | Communiste      | 169            | 0,6 %  | -     |
| Total                                                                                           | Total                  | Total           | 27 468         | 100 %  |       |
| Le taux de participation lors de l'élection était de 77,4 % et 1 058 bulletins ont été rejetés. |                        |                 |                |        |       |